# Technology
Technology ist das dritte Studioalbum der englischen Rock-Band Don Broco. Das Album wurde am 2. Februar 2018 über SharpTone Records veröffentlicht.

## Entstehung
Laut Sänger Rob Damiani wurde das Album innerhalb von drei Monaten geschrieben. Die Band wollte rechtzeitig für ihre im April 2018 geplante US-Tournee mit State Champs fertig sein und buchte ein Tonstudio, obwohl noch nicht alle Lieder fertig geschrieben waren. Die Band strebte einen raueren Sound für ihr neues Album an, da das Vorgängeralbum Automatic laut Damiani „sanft, glatt und poliert“ war. Die Band hatte zunächst hunderte von Riffs geschrieben, aus denen dann 50 bis 60 Demos entstanden. Nach und nach wurden daraus die 16 Titel, die für das Album verwendet wurden.
Produziert wurde Technology von Jason Perry und Dan Lancaster, wobei Dan Lancaster die meisten Titel produzierte. Come Out to LA wurde als einziges Lied von beiden produziert.
Für das Album Technology wechselten Don Broco von Sony Music Entertainment zu Sharptone Records. Laut Rob Damiani hätten die Musiker nun einen direkten Kontakt zu den zuständigen Mitarbeitern, was es bei Sony nicht gab. Musikvideos wurden für die Lieder Everybody, Pretty, Technology, Stay Ignorant, T-Shirt Song, Come Out to LA und Greatness veröffentlicht. Die Albumversion des Liedes Pretty enthält am Anfang und am Ende Sprachsamples des Metallica-Schlagzeugers Lars Ulrich.

## Hintergrund
Das Album handelt von der Technologie und die Effekte, die die Sozialen Medien auf Rob Damianis Freunde hat. In einem Interview äußerte Damiani den Wunsch, die Uhr zurückdrehen zu können zu einer Zeit, in der diese Technologien noch nicht jedermanns Existenz beherrschte. Das Album handelt davon, dass Damiani die Welt in einem neuen Licht sieht, aber einen dunkleren Platz vorfindet. Darüber hinaus wäre er dankbar dafür, dass er sich an die Zeit vor Smartphones erinnern kann. Das Albumcover spielt mit der Idee, das Technologie eine neue Religion wäre.

„Die Leute stellen sich die ganze Nacht in einer Schlange an für ein neues iPhone. Das Albumcover schrill und offen zu interpretieren. Ich liebe einfach die Wildheit des Bildes.“

In dem Musikvideo zum Titellied wird die Abhängigkeit der Menschen von ihren Smartphone persifliert. Der Protagonist besucht ein Konzert von Don Broco oder wird Zeuge einer Invasion von Außerirdischen, starrt aber die ganze Zeit auf sein Smartphone. Stay Ignorant drückt aus, dass geringes Wissen eine gefährliche Sache ist. Rob Damiani schrieb den Text, nachdem er auf Netflix den Dokumentarfilm Die Weißhelme sah. In dem Musikvideo, welches während des Reading and Leeds Festivals gedreht wurde, ist Chrissy Costanza von der Band Against the Current zu sehen. Der T-Shirt Song handelt von Rob Damianis Kampf gegen Depressionen, die er während einer emotional schwierigen Situation erlitt.

„Eines Abends war ich in einem Club und der DJ spielte die Titelmusik von Baywatch. Auch wenn ich mich nicht danach fühlte zog ich wie die anderen mein T-Shirt aus und ließ es über meinem Kopf kreisen. Auch wenn es sich blöd anhört, aber danach fühlte ich mich besser.“

Come Out to LA ist eine Satire auf die Großzügigkeit der Musikindustrie und wurde durch die Erfahrungen aus der Zeit inspiriert, in der Don Broco bei Sony Music unter Vertrag standen. Die Musiker wurden nach Los Angeles eingeladen um wichtige Leute zu treffen und Videos zu drehen. Rob Damiani erinnerte sich, dass jemand die Band zu schicken Essen einlud und der Band die Welt versprach. Es hätte sich aber schnell herausgestellt, dass alles nur Fassade ist.

## Rezeption

### Rezensionen
Matthias Mineur vom deutschen Magazin Metal Hammer lobte die Band dafür, dass sie Damianis „stimmliche Qualitäten ins Epizentrum stellen“ und „diesen Trumpf zusätzlich mit einer großen stilistischen Bandbreite zu unterfüttern“. Mineur vergab sechs von sieben Punkten. Andy Biddulph vom Onlinemagazin Rock Sound schrieb, dass zwölf der Titel locker Singles wären. Das Album wäre fesselnd, spaßig und ein früher Herausforderer für das Album des Jahres, wenn nicht das Album der Bandkarrieren. Biddulph vergab neun von zehn Punkten.

### Chartplatzierungen
| ChartsChartplatzierungen     | Höchstplatzierung | Wochen |
| ---------------------------- | ----------------- | ------ |
| Vereinigtes Königreich (OCC) | 5 (3 Wo.)         | 3      |

### Auszeichnungen für Musikverkäufe
| Land/Region                  | Auszeichnungen für Musikverkäufe (Land/Region, Auszeichnung, Verkäufe) | Verkäufe |
| ---------------------------- | ---------------------------------------------------------------------- | -------- |
| Vereinigtes Königreich (BPI) | Silber                                                                 | 60.000   |